# Снайперская винтовка Калашникова (2016)
Снайперская винтовка Калашникова (СВК) — опытная самозарядная снайперская винтовка, инициативная разработка концерна «Калашников». Впервые была показана публике на выставке «Армия» в сентябре 2016 года.
Послужила основой для создания снайперской винтовки Чукавина.

## Конструкция
Винтовка имела «перевернутую» компоновку со ствольной коробкой П-образного сечения, в которой в «подвешенном» состоянии располагалась затворная группа.
Автоматика работала по принципу отвода части пороховых газов через отверстие в стенке ствола с коротким ходом газового поршня и была оснащена поворотным затвором с тремя боевыми упорами. В конструкции предусмотрен ручной газовый регулятор, обеспечивающий надежную и комфортную стрельбу как в обычной конфигурации, так и с установленным глушителем. Снизу к ствольной коробке присоединялась коробка ударно-спускового механизма, выполненная из алюминиевого сплава вместе с приемником магазина и спусковой скобой. В варианте под патрон 7,62 × 54 R магазины взаимозаменяемы с СВД.
Органы управления оружием двусторонние, на верхней поверхности ствольной коробки выполнена направляющая типа Пикатинни для установки прицельных приспособлений. Приклад полимерный, регулируемый по длине, складной на левую сторону. Винтовка могла оснащаться быстросъемным глушителем и складной сошкой.
Отмечалась высокая кучность стрельбы (не более 30 мм на 100 метров).